# 崔宥貞
崔宥貞（韓語：최유정，1976年8月21日—），韓國女演員，2005年結婚後退出演藝圈。

## 演出作品

### 電視劇
- 2003年：SBS《初戀》
- 2003年：MBC《聖女與魔女》
- 2004年：SBS《陽光照耀》
- 2004年：KBS《不滅的李舜臣》

### 電影
- 2000年：《飛天舞》
- 2000年：《幽灵的士》
- 2001年：《叶子》